# Calymmanthium substerile
Calymmanthium substerile es una especie de planta suculenta perteneciente a la familia Cactaceae y único miembro del género monotípico Calymmanthium. Son cactus primitivos de porte arbóreo naturales de las zonas montañosas y pre-montañosas del norte de Perú.

## Descripción
Calymmanthium substerile es una especie de cactus que crece en forma de arbusto o árbol, con muchos tallos más o menos erguidos y alcanzando una altura de hasta 8 m. Los tallos son segmentados, de color verde claro y miden hasta 1 m de largo y de 4 a 12 cm de diámetro. 
Presentan de 3 a 4 costillas delgadas en forma de alas que tienen una muesca notable. En los bordes de éstas se asientan las areolas, las cuales tienen de 1 a 6 espinas centrales fuertes, rectas y blanquecinas, de 5 cm de largo y de 3 a 6 mm de diámetro. También hay de 3 a 8 espinas marginales de 0,5 a 1 cm de largo.
Las flores tienen forma de tubo estrecho o de campana y miden de 9 a 11,5 cm de largo y de 3 a 5 cm de diámetro. Se abren por la noche, con los pétalos exteriores de color rojizo a marrón y los interiores de color blanco. El pericarpelo y el tubo floral están cubiertos de pequeñas escamas y areolas lanudas. Los frutos son carnosos, de color verde claro y no se desgarran al madurar. Las semillas son de color negro grisáceo y miden 2,5 × 1,5 mm.

## Distribución y hábitat
El área de distribución nativa de esta especie es el norte de Perú y crece principalmente en el bioma tropical estacionalmente seco, en el curso bajo del río Huancabamba en las regiones de Amazonas y Cajamarca.

## Taxonomía
Calymmanthium substerile fue descrita por el botánico alemán Friedrich Ritter y publicada por primera vez en la revista científica Kakteen und andere Sukkulenten 13: 25 en 1962.
Etimología
- Calymmanthium: nombre genérico compuesto por las palabras griegas kalymma (que significa 'chapado' o 'cubierto') y anthos (que significa 'floración'), haciendo referencia al tejido vegetal que envuelve la yema floral o capullo de la flor.[4]
- substerile: epíteto específico que deriva de las palabras latinas sub- (prefijo que significa 'bajo', 'debajo' o 'inferior') y sterilis (que significa 'infértil' o 'no capaz de producir'), haciendo referencia a que la planta es incapaz de reproducirse. Friedrich Ritter eligió este nombre porque el primer ejemplar que encontró florecía todos los años, pero nunca fructificaba.[5]

## Estado de conservación
En la Lista Roja de Especies Amenazadas de la UICN, la especie está clasificada como de "Preocupación Menor (LC)".

## Usos
Se cultiva principalmente como planta ornamental y su propagación se realiza normalmente a través de esquejes o semillas.

## Galería

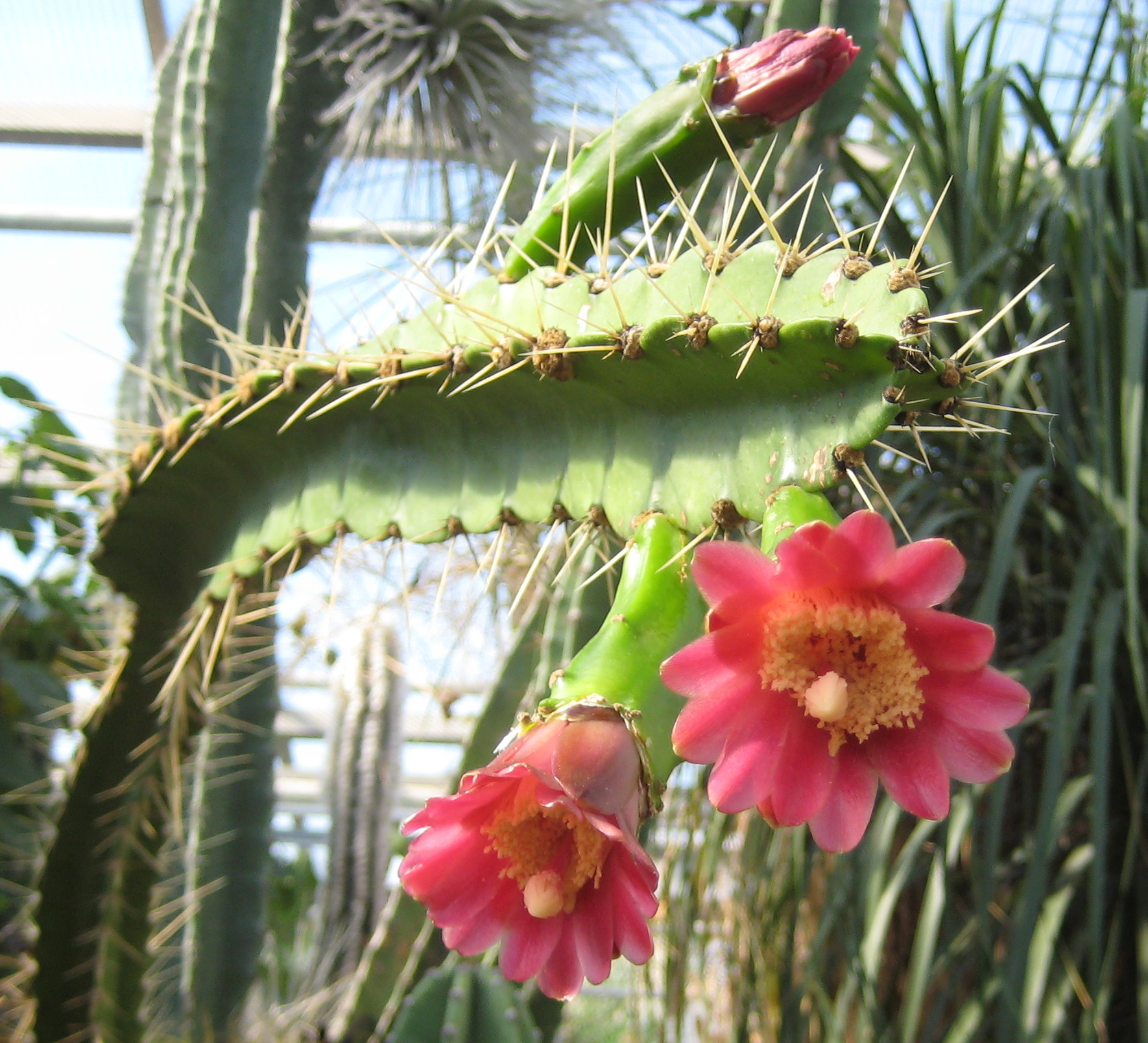
Detalle de la flor
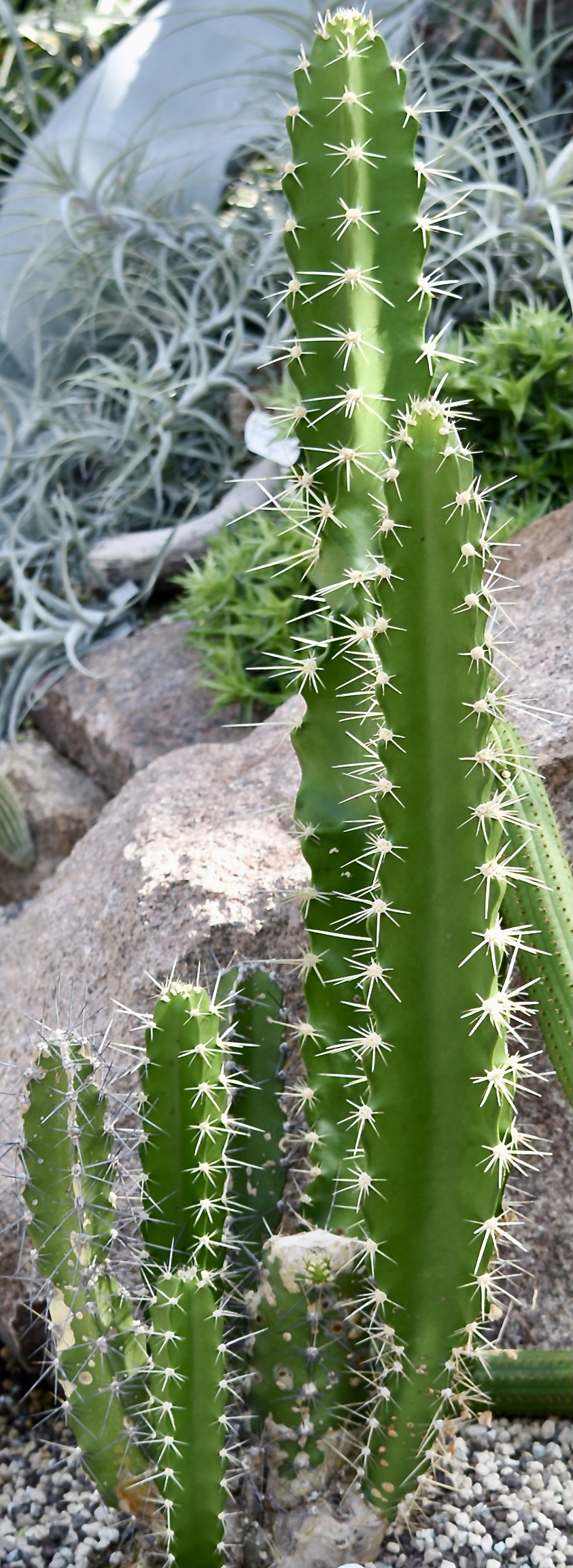
Detalle del tallo
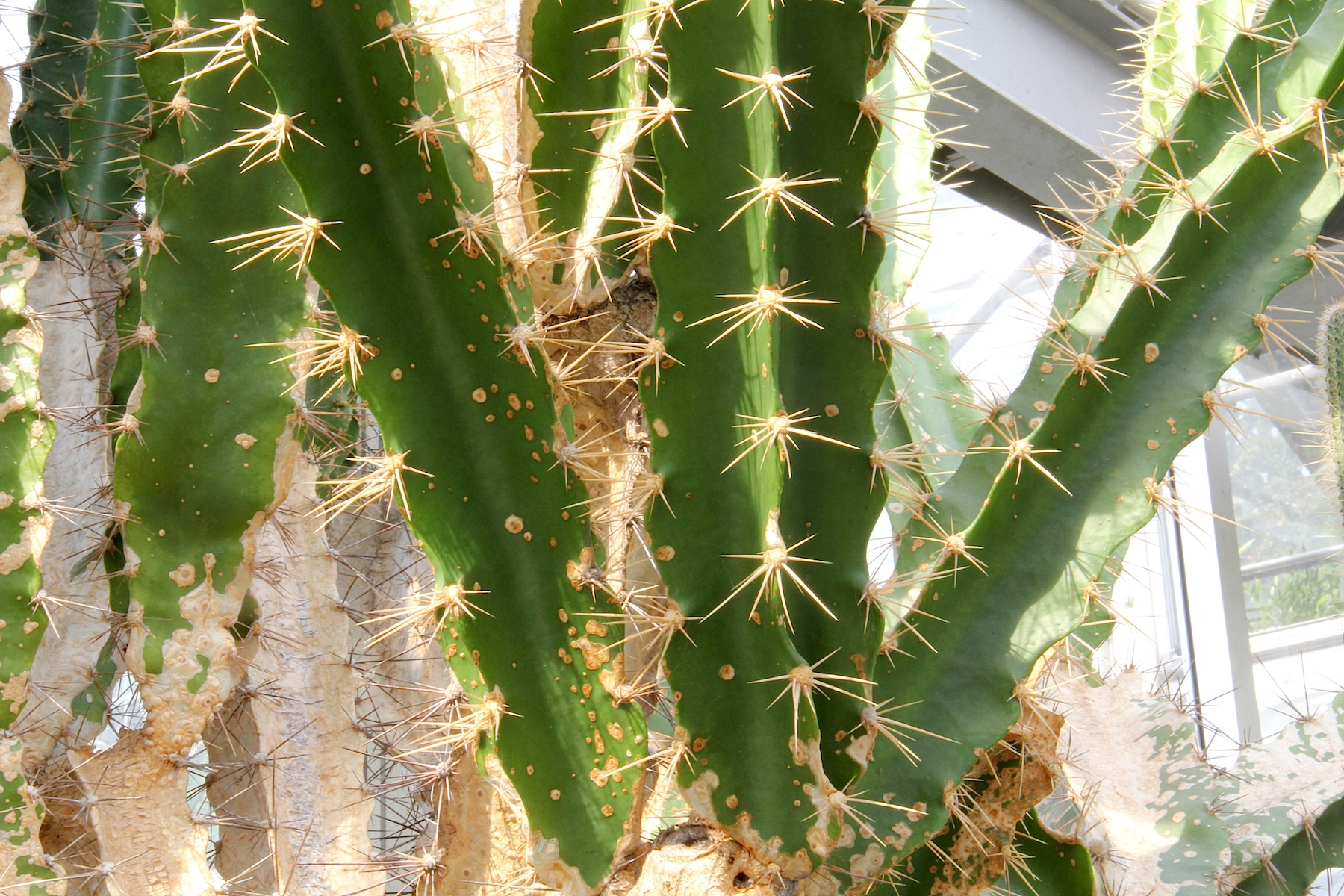
Detalle de las espinas
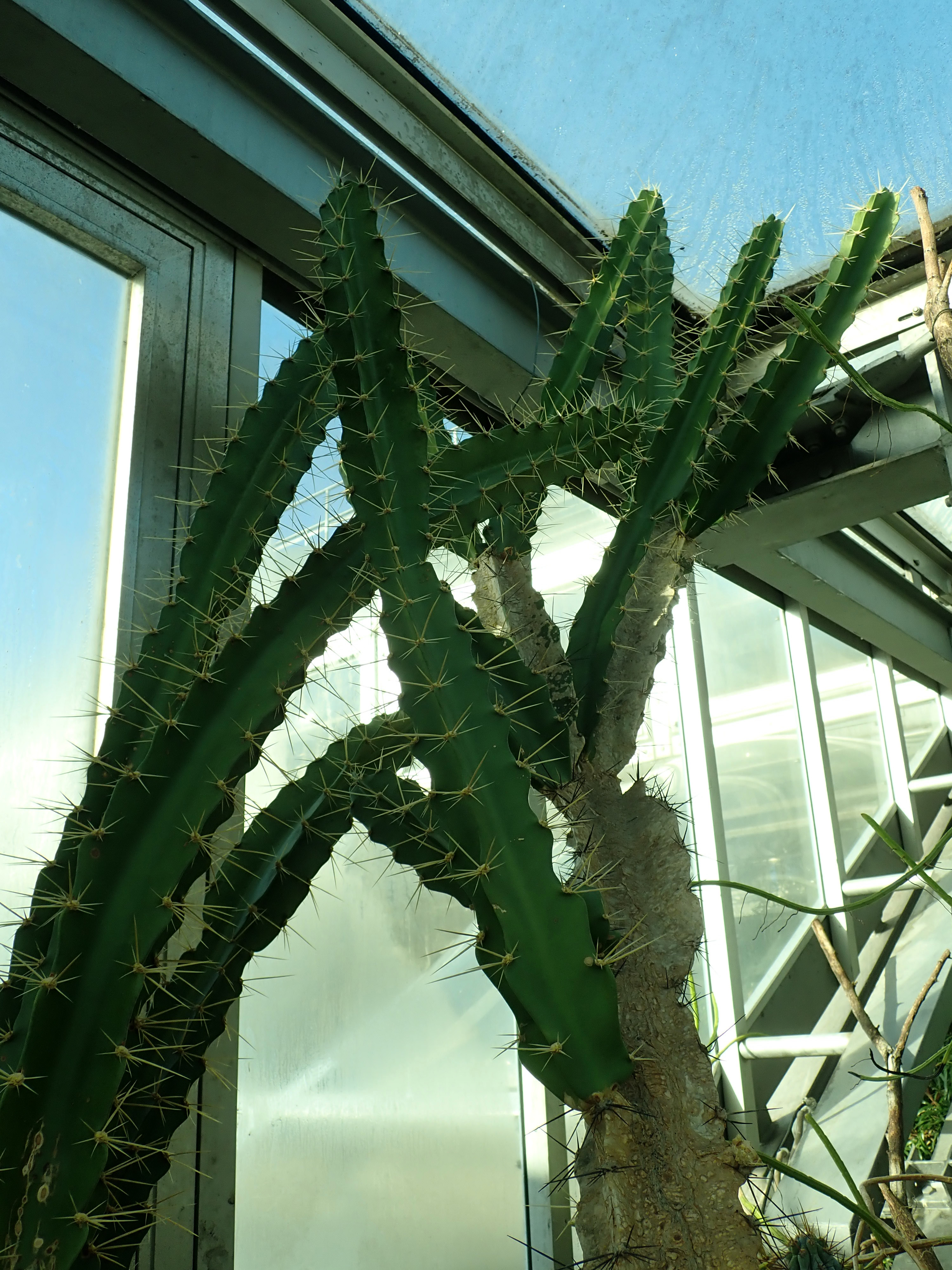
Planta en el jardín botánico de Berlín (Alemania)
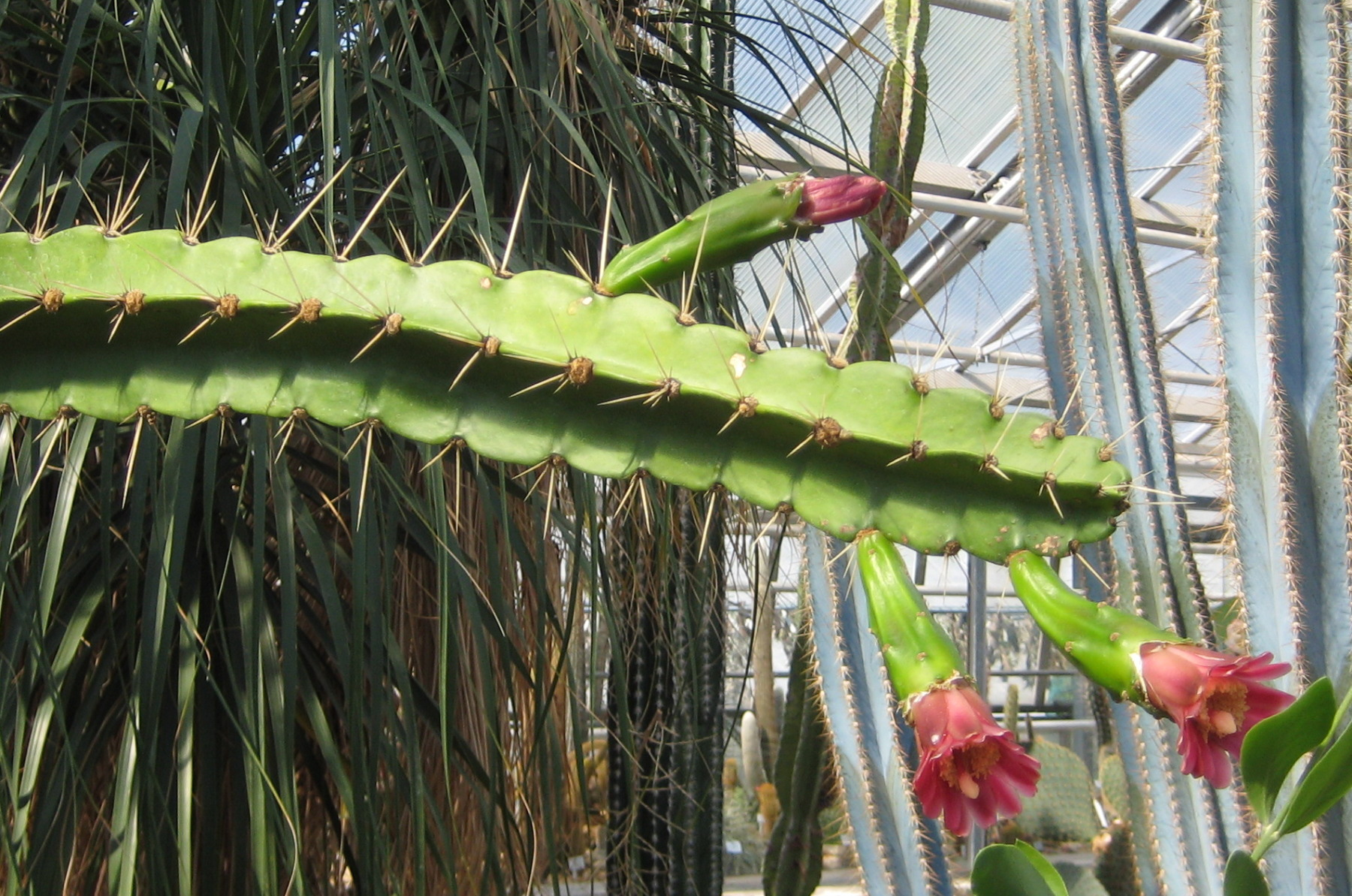
Tallo en flor